# Cilindros de Gudea
Os cilindros de Gudea são cilindros feitos de terracota por volta de 2 125 a.C., um ano antes da morte de Gudea de Lagas (r. 2144–2124 a.C.), aquele que os construiu. Os cilindros são dividos entre o A e o B. Eles são os maiores cilindros cuneiformes já descobertos e contêm o texto mais longo conhecido escrito na língua suméria.

## Descoberta

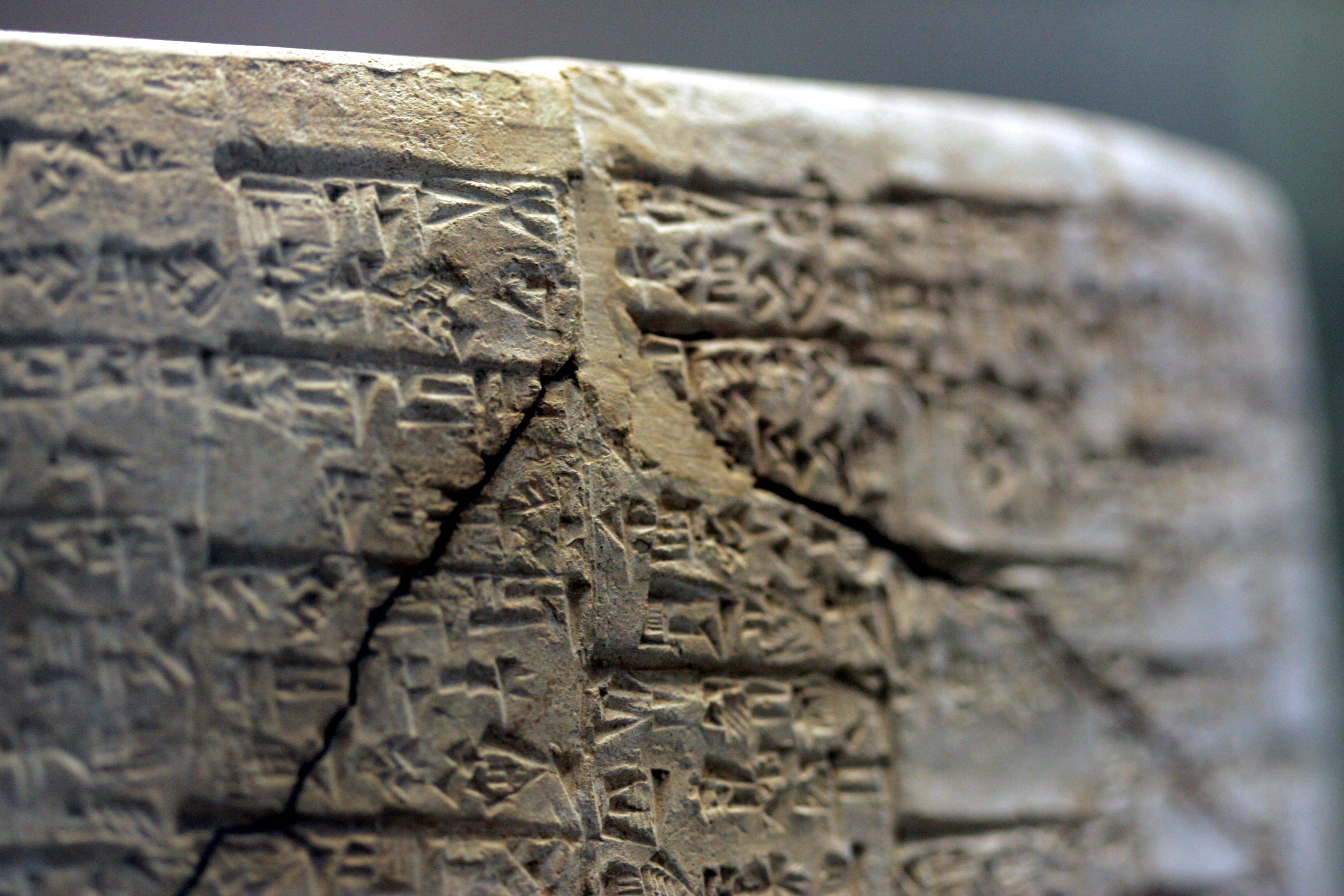
Pequeno detalhe de um cilindro de Gudea com escrita cuneiforme.

Os cilindros foram encontrados em um ralo pelo artista Ernest de Sarzec sob o local do templo Eninu em Lagas, que eram as antigas ruínas da "cidade sagrada" suméria de Guirsu, durante a primeira campanha de escavação em 1877. Eles foram encontrados perto de um edifício conhecido sob o nome de Agaren, onde um pilar de tijolo (ilustração) foi descoberto com inscrições relatando sua construção por Gudea em Eninu durante a segunda dinastia de Lagas. Neste pilar, o Agaren era chamado de lugar de julgamento, ou propiciatório, e foi deduzido que os cilindros eram mantidos lá ou em outro lugar no templo. Acredita-se que sua queda no ralo foi causada pela destruição de Guirsu gerações depois. Em 1878, os cilindros foram enviados para Paris onde ainda estão em exibição no Museu do Louvre.

## Descrição

### Cilindro A

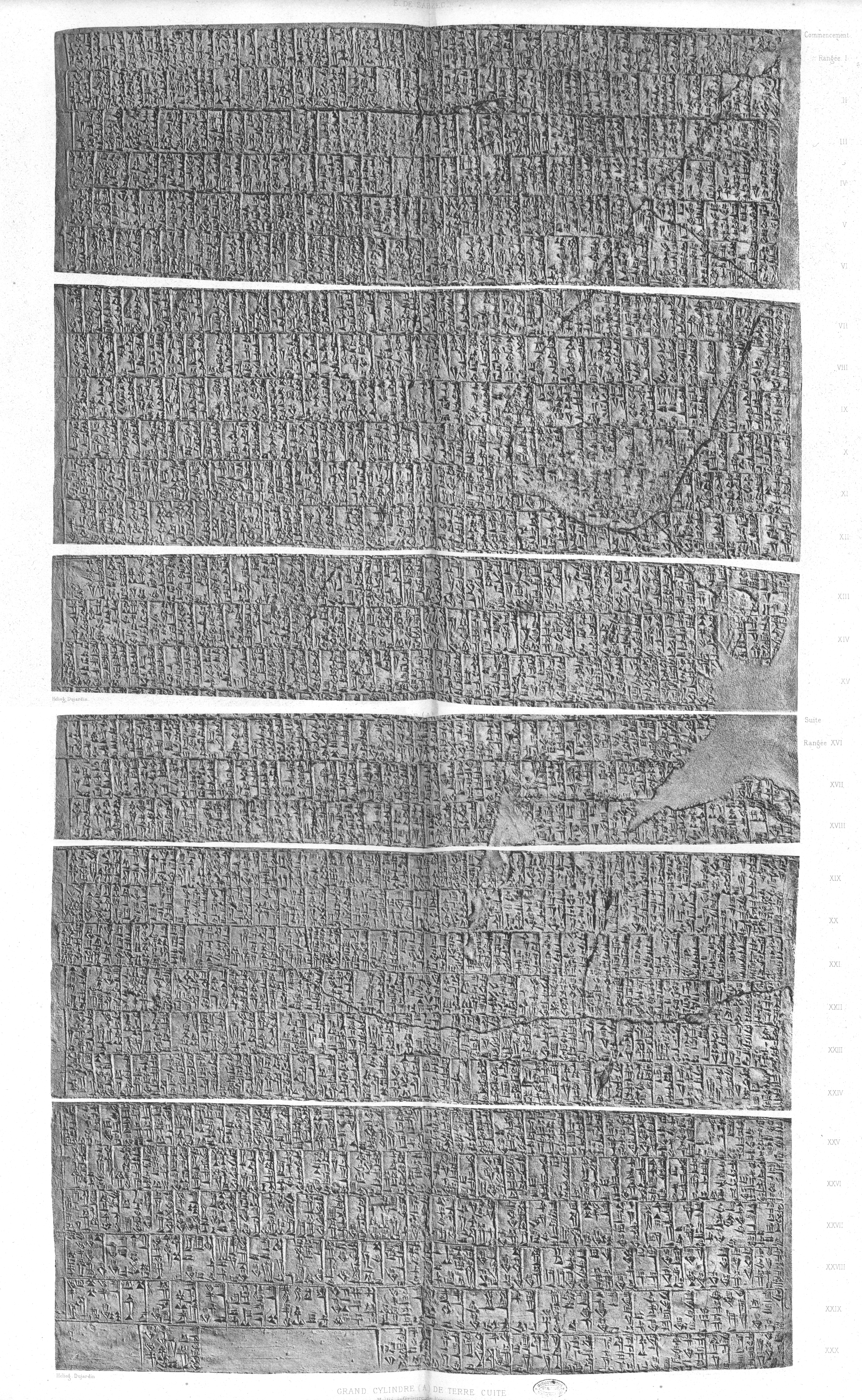
Cilindro A do governador Gudea

O cilindro A se refere ao envolvimento humano e divino na construção do templo. Ele registra a ordem de Enlil a Ninguirsu: 
"para construir um templo em nossa cidade [Guirsu] e que 'um príncipe de grande compreensão aplicará sua compreensão' ao projeto. Ninguirsu imediatamente apareceu a Gudea em um sonho para informá-lo sobre o templo, descrevendo como deveria ser e contando-lhe sobre sua glória futura: "Vou espalhar o respeito pelo meu templo por todo o mundo, por todo o universo desde o horizonte distante se reunirão lá em meu nome, e mesmo [as terras distantes de] Magã e Melua deixarão suas montanhas e chegarão a ela".

### Cilindro B

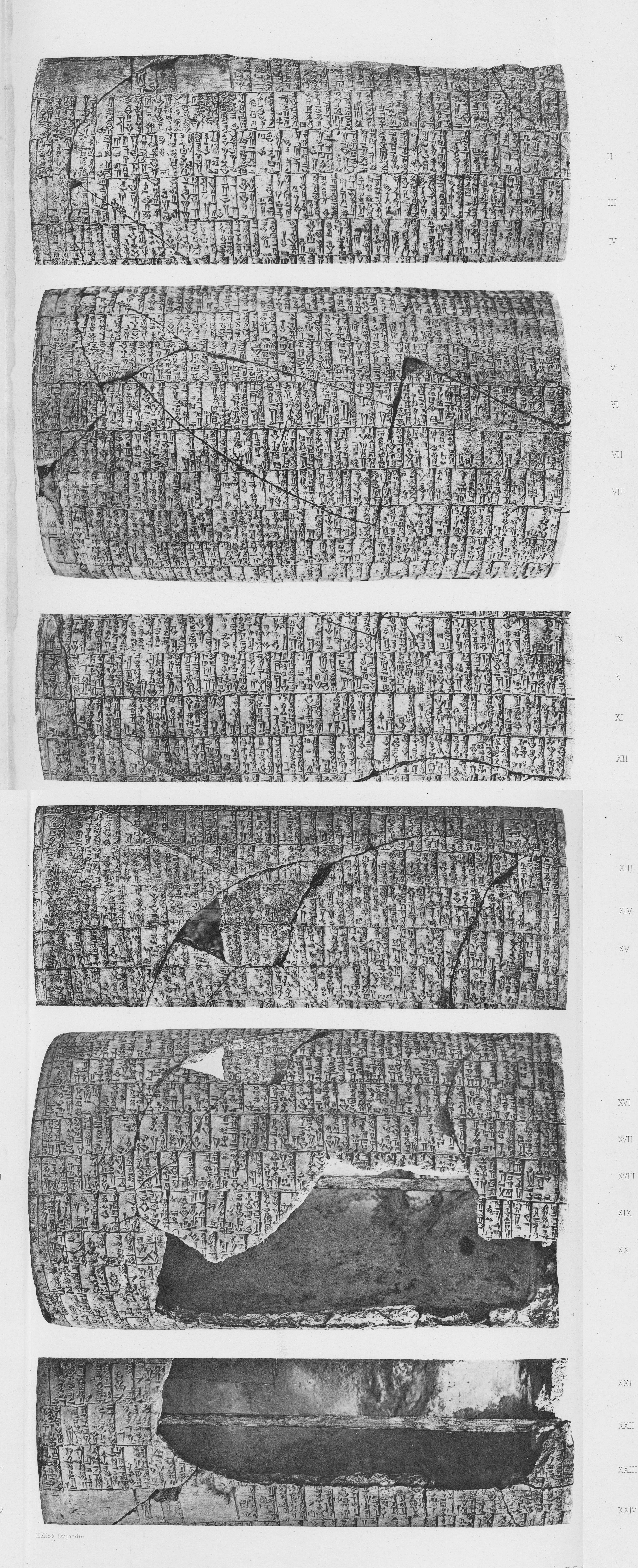
Cilindro B de Gudea

Já o cilindro B mostra os acontecimentos após a construção do templo, quando um deus e sua paredra, a deusa Bau, foram oficialmente convidados a tomar posse do templo. O rito principal conduzia à hierogamia, ou seja, casamento sagrado ou casal divino. Era um rito de fertilidade que garantia a renovação da vida em todas as suas formas (humana, animal e vegetal). Quando a deusa se casou com sua paredra, o sol voltou para a Suméria, fornecendo safras abundantes para o ano seguinte. Gudea forneceu a Ninguirsu servos divinos e humanos responsáveis por alimentos, guerra, agricultura, pesca e construção, dando-lhes poderes até as fronteiras de seu estado, incluindo planícies, pântanos e campos. A cena do casamento, envolta em mistério, é mencionada em apenas algumas linhas breves. Depois, vem a refeição ritual, após a qual "os ritos foram completados e os decretos cumpridos": 
"Graças às ações do príncipe, seu reino desfrutará de um tempo de fartura, todas as desigualdades entre senhor e escravo, o fraco e o forte, serão eliminadas, as viúvas e os órfãos serão protegido, e a justiça será feita."
O rito do casamento sagrado era praticado durante toda a era mesopotâmica. Cujo rito era celebrado no ano novo (durante a primavera) de forma que o casamento era renovado anualmente, trazendo vida ao terra seca. No ritual do casamento, o rei representava o deus morto trazido de volta à vida. Os sumérios chamavam de Dumuzi e os acádios de Tamuz.